# Linea Tōzai (metropolitana di Sapporo)
La linea Tōzai (東西線?, Tōzai-sen) è una linea della metropolitana di Sapporo a servizio dell'omonima città del Giappone, posseduta e gestita dall'operatore Sapporo City Transportation Bureau.
La linea è contrassegnata dal colore ■ e le sue stazioni assumono una sigla in codice composta dalla lettera "T" seguita dal numero progressivo della stazione.
Come le altre due linee della rete di Sapporo, è realizzata con la tecnologia di metropolitana su gomma, la prima e unica di questo genere in Giappone.

## Storia
La linea è stata inaugurata il 10 giugno 1976 fra le stazioni di Kotoni e Shiroishi, per 9,9 km di lunghezza. Inizialmente erano impiegati treni della serie 6000 a 4 casse (in totale erano presenti 20 treni) a guida automatica. Un'ulteriore estensione di 7,4 km da Shiroishi a Shin-Sapporo venne completata nel 1982, aumentando anche la lunghezza dei treni da 4 a 6 casse. 
Per permettere la costruzione della linea Tōhō e dell'interscambio fra le due linee, il 22 marzo 1987 venne interrotto il tratto fra Ōdōri e Nishi-11-Chōme e sostituito da bus. Nel 1990, con l'introduzione di un nuovo sistema di guida, venne cessata la guida automatica, e si passò a quella manuale.
I nuovi treni della serie 8000 fecero la loro prima comparsa nel 1998, con due set da 7 casse ciascuno, e l'anno successivo venne aperta l'ultima estensione, da Kotoni a Miyanosawa, di 2,8 km.
Dal 2005 vennero attivati annunci pubblicitari anche in lingua inglese a interno treno, e dal 29 luglio 2006 si passò alla guida senza capotreno. Dal 2008 iniziano i lavori per l'installazione delle porte di banchina, in previsione della riattivazione della guida automatica, che riprende a partire dal 1º settembre dello stesso anno.
Il 30 gennaio 2009 viene introdotta la bigliettazione elettronica SAPICA, e dal 13 luglio le carrozze per sole donne e bambini durante l'ora di punta (descritte in seguito).

### Progetti futuri
Sono stati effettuati diversi studi per estendere ulteriormente la linea. Uno di questi prevede l'estensione alla stazione di Hassamu, o alla stazione di Teine, tuttavia il percorso potrebbe entrare in conflitto con il tunnel Teine dell'Hokkaidō Shinkansen, la cui costruzione inizierà nei prossimi anni.
Le stazioni fra Kotoni e Shin-Sapporo sono state realizzate per accogliere treni fino a 9 carrozze, tuttavia tutte le altre stazioni in seguito sono state ridimensionate a una capienza massima di 8 casse. Ciò nonostante, al 2014 la lunghezza massima dei treni è di 7 carrozze.

## Servizi
La linea è percorsa da treni che fermano in tutte le stazioni della linea. La frequenza è di un treno ogni 7-8 minuti durante il giorno, ogni 4-5 durante la mattina, e ogni 5-6 durante la sera (ora di punta).

## Carrozze speciali per donne e bambini
A partire dal 13 luglio 2009 sono state introdotte delle carrozze riservate alle donne, ai bambini di età inferiore ai 6 anni e agli accompagnatori di eventuali disabili, anche di sesso maschile. Generalmente si tratta della carrozza numero 4, situata a centro treno, e l'accesso esclusivo alle suddette categorie è permesso dal primo treno fino alle ore 9.

## Stazioni
- Tutte le stazioni si trovano nella città di Sapporo
- Tutti i treni fermano in tutte le stazioni
- Tutte le stazioni sono sotterranee

| Codice | Stazione           | Giapponese     | Dista. interst. | Dist. da Kotoni | Collegamenti | Posizione    |
| ------ | ------------------ | -------------- | --------------- | --------------- | --- | ------------ |
| T01    | Miyanosawa         | 宮の沢         | -               | 2,8             | | Nishi-ku     |
| T02    | Hassamu-Minami     | 発寒南         | 1,5             | 1,3             | | Nishi-ku     |
| T03    | Kotoni             | 琴似           | 1,3             | 0,0             | | Nishi-ku     |
| T04    | Nijūyon-Ken        | 二十四軒       | 0,9             | 0,9             | | Nishi-ku     |
| T05    | Nishi-Nijūhatchōme | 西28丁目       | 1,2             | 2,1             | | Chūō-ku      |
| T06    | Maruyama-Kōen      | 円山公園       | 0,8             | 2,9             | | Chūō-ku      |
| T07    | Nishi-Jūhatchōme   | 西18丁目       | 0,9             | 3,8             | Tram di Sapporo: Linea Ichijō e Linea Yamahana-Nishi (fermata Nishi-Jūgo-Chōme)                                        | Chūō-ku      |
| T08    | Nishi-Jūitchōme    | 西11丁目       | 0,9             | 4,7             | Tram di Sapporo: Linea Ichijō (fermata di Chūō-Kuyakusho-Mae)                                                          | Chūō-ku      |
| T09    | Ōdōri              | 大通           | 1,0             | 5,7             | Metropolitana di Sapporo: Linea Namboku (N07) Linea Tōhō (H08) Tram di Sapporo: Linea Ichijō (fermata Nishi-Yon-Chōme) | Chūō-ku      |
| T10    | Bus Center-Mae     | バスセンター前 | 0,8             | 6,5             | | Chūō-ku      |
| T11    | Kikusui            | 菊水           | 1,1             | 7,6             | | Shiroishi-ku |
| T12    | Higashi-Sapporo    | 東札幌         | 1,2             | 8,8             | | Shiroishi-ku |
| T13    | Shiroishi          | 白石           | 1,1             | 9,9             | | Shiroishi-ku |
| T14    | Nangō-Nana-Chōme   | 南郷7丁目      | 1,4             | 11,3            | | Shiroishi-ku |
| T15    | Nangō-Jūsan-Chōme  | 南郷13丁目     | 1,1             | 12,4            | | Shiroishi-ku |
| T16    | Nangō-Jūhatchōme   | 南郷18丁目     | 1,2             | 13,6            | | Shiroishi-ku |
| T17    | Ōyachi             | 大谷地         | 1,5             | 15,1            | | Atsubetsu-ku |
| T18    | Hibarigaoka        | ひばりが丘     | 1,0             | 16,1            | | Atsubetsu-ku |
| T19    | Shin-Sapporo       | 新さっぽろ     | 1,2             | 17,3            | Hokkaido Railway Company: ■ Linea Chitose (presso la stazione di Shin-Sapporo: H05)                                    | Atsubetsu-ku |

## Utilizzo della linea
In base a un'indagine effettuata dall'operatore, nell'anno 2012 questi erano gli utilizzatori della linea:
- Passeggeri medi al giorno: 211.050 (esclusi gli interscambi)
- Passeggeri medi al giorno: 268.978 (inclusi gli interscambi)
- Sezione a maggior affollamento: Kikusui > Bus Center-Mae
- Percentuale di affollamento all'ora di punta: 127,3 %

## Porte di banchina

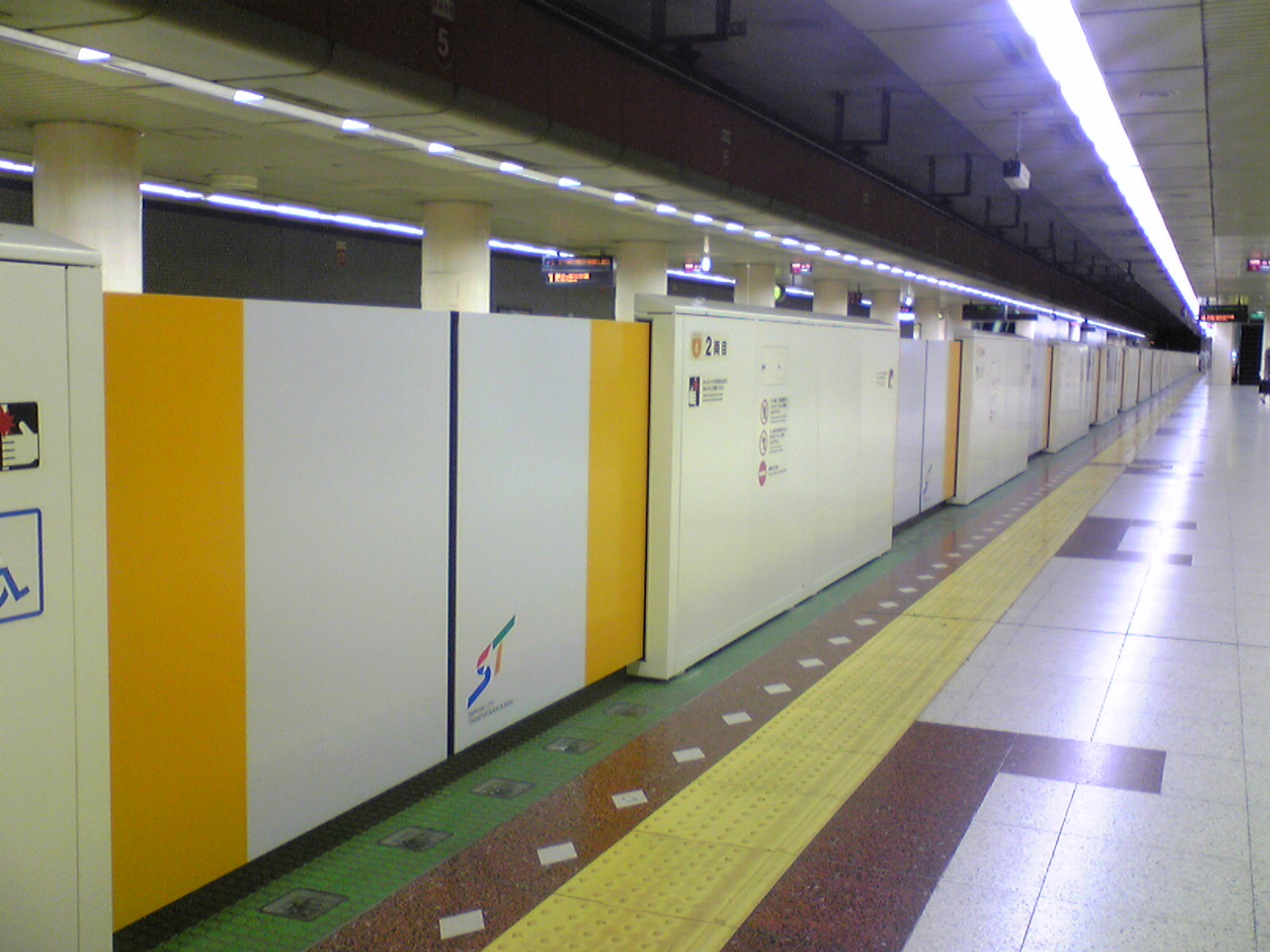
Porte di banchina della linea

Per assicurare la sicurezza dei passeggeri, e per impedire cadute accidentali o volute nel piano binari, anche Sapporo, come molte altre metropolitane giapponesi, ha portato avanti l'installazione di porte di banchina a protezione dei binari, in questo caso a metà altezza. Sulla linea Tōzai l'installazione è iniziata a partire dal febbraio 2008 presso la stazione di Nangō-Nana-Chōme, e dal settembre dello stesso anno l'installazione è continuata a partire dal capolinea di Shin-Sapporo verso ovest, per terminare il 3 marzo 2009 a Miyanosawa.
All'arrivo del treno, un segnale acustico e una sirena luminosa annunciano l'apertura delle porte, sia del treno che, un istante successivo, delle porte di banchina. Qui, dei sensori rilevano l'eventuale presenza di ostacoli quali oggetti o persone quando il treno sta per ripartire. I dispositivi sono stati prodotti da Mitsubishi.